# Arctia wrighti
Arctia wrighti är en fjärilsart som beskrevs av Smith 1955. Arctia wrighti ingår i släktet Arctia och familjen björnspinnare. Inga underarter finns listade i Catalogue of Life.